# Вардинояннис, Марианна
Марианна Вардинояннис (греч. Μαριάννα Βαρδινογιάννη; 2 июня 1937, Афины — 24 июля 2023, Афины) — бывший греческий посол доброй воли ЮНЕСКО и активистка за права детей и семьи, а также выступала против сексуального насилия над детьми через свой «Фонд помощи ребенку и семье». Была председателем Ассоциации друзей детей, больных раком, «Эльпида». Она была замужем за греческим судоходным магнатом Вардисом Вардинояннисом.

## Ранний период жизни и образование
Марианна Бурнаки родилась в 1937 году в Афинах и выросла в Эрмионе, откуда была родом её мать Евангелия. Её отцом был Георгий Бурнакис из деревни Сампатики, провинция Кинурия в Аркадии. Изучала экономику в Денверском университете в Колорадо после окончания средней школы в Афинах.

## Международная и региональная деятельность
Начинала свою трудовую деятельность в качестве члена различных организаций, ассоциаций и благотворительных организаций, в составе которых она боролась за мир и глобальную солидарность, хотя её основное внимание уделялось проблемам детей: здравоохранению, образованию, социальному обеспечению и бедности, жестокому обращению и эксплуатации. В то же время она поддерживала уязвимые социальные группы, беженцев и школы по всей территории Греции, а также районы и людей, пострадавших от стихийных бедствий, таких как деревня Макистос, которая была восстановлена после разрушения пожарами.
Установила прочные отношения с несколькими международными деятелями, такими как: королевой Иордании Ранией аль-Абдулла, первой леди Египта Сюзанной Мубарак, несколько сетей, коллабораций и организаций, таких как «Глобальная коалиция женщин, защищающих мир».
14 октября 2010 года в Афинах был открыт детский онкологический центр «Эльпида», специализирующийся на лечении рака.

## Личная жизнь и смерть
Марианна Бурнаки вышла замуж за греческого судоходного магната Вардиса Вардиноянниса, у пары родилось пятеро детей. Умерла 24 июля 2023 года в возрасте 86 лет.

## Награды и отличия
Получила множество почётных званий и наград, в том числе: премию Афинской академии, Архонта Александрийского Патриархата, Гран-при Парижской хартии борьбы с раком и премию «Пульс надежды», присуждаемую «Фондом по правам человека Роберта Ф. Кеннеди».
- В 2006 году получила Орден Почётного легиона Франции[16]. Звание Офицера присвоено в 2015 году[17].
- Имела Золотой Крест Ордена Добродетели Греции[18].
- В 2020 году награждена премией имени Нельсона Манделы Генеральной Ассамблеей Организации Объединённых Наций[19].